# 1940年代の日本
1940年代の日本（1940ねんだいのにほん）では、1940年代の日本の出来事・流行・世相などについてまとめる。
日本の元号では、昭和15年から昭和24年に当たる。前半の大部分が太平洋戦争の期間に当たり、1945年（昭和20年）に終戦を迎えた。

## 1940年体制
野口悠紀雄は、革新官僚が確立した「経済活動に対する政府の関与を強める」という考えに基づく戦時経済体制の基本思想を「1940年体制」と呼んでいる。すなわち自由放任経済に対する統制経済の優位に基づくもので、この時期の世界各国の経済財政策の潮流と符合する（アメリカのニューディール政策・ソ連の5か年計画ほか）。野口によれば、この体制は戦時中のみならず第二次世界大戦後も日本にほぼそのままの形で生き残り、傾斜生産方式から高度経済成長まで影響を与えたとされる。

## できごと

### 1940年
- 紀元二千六百年

### 1941年
- 日本軍のマレー半島上陸（マレー作戦）や真珠湾攻撃により太平洋戦争勃発。

### 1942年
- 日本海軍がミッドウェー海戦で大敗。

### 1945年
- 原子爆弾（核兵器）が日本の広島市・長崎市で使用された（人類史上初、かつ世界で唯一となる核兵器の実戦使用）。
- 第二次世界大戦（太平洋戦争）終戦。
  - 8月15日 - 日本標準時正午に、昭和天皇の肉声で読み上げられた終戦詔書が、ラジオで放送される（玉音放送）。日本国民にとって敗戦の日となる（終戦の日）。
- 日本は1952年まで連合国軍最高司令官総司令部 (GHQ) の占領下に置かれる。

## 政治と戦争

### 戦争
- 太平洋戦争

## 文化と芸術
- 連合国軍最高司令官総司令部 (GHQ) の占領政策により、日本の内閣が当用漢字を制定。現代仮名づかいが公布される。
- テレビの放送が始まる。

## 人物

### 皇族
- 東久邇宮稔彦王（1887年 - 1990年）
- 昭和天皇（1901年 - 1989年）

### 政治と軍事
- 鈴木貫太郎（1868年 - 1948年）
- 斎藤隆夫（1870年 - 1949年）
- 幣原喜重郎（1872年 - 1951年）
- 野村吉三郎（1877年 - 1964年）
- 松本烝治（1877年 - 1954年）
- 吉田茂（1878年 - 1967年）
- 松岡洋右（1880年 - 1946年）
- 米内光政（1880年 - 1948年）
- 小磯國昭（1880年 - 1950年）
- 杉山元（1880年 - 1945年）
- ダグラス・マッカーサー（1880年 - 1964年）
- 東郷茂徳（1882年 - 1950年）
- 梅津美治郎（1882年 - 1949年）
- 山本五十六（1884年 - 1943年）
- 清瀬一郎（1884年 - 1967年）
- 東條英機（1884年 - 1948年）
- 岡部長景（1884年 - 1970年）
- 山下奉文（1885年 - 1946年）
- 今村均（1886年 - 1968年）
- 大島浩（1886年 - 1975年）
- 中野正剛（1886年 - 1943年）
- 風見章（1886年 - 1961年）
- 阿南惟幾（1887年 - 1945年）
- 重光葵（1887年 - 1957年）
- 東久邇宮稔彦王（1887年 - 1990年）
- 片山哲（1887年 - 1978年）
- 芦田均（1887年 - 1959年）
- 白鳥敏夫（1887年 - 1949年）
- 津島壽一（1888年 - 1967年）
- 益谷秀次（1888年 - 1973年）
- 樋口季一郎（1888年 - 1970年）
- 鈴木貞一（1888年 - 1989年）
- 林譲治（1889年 - 1960年）
- 木戸幸一（1889年 - 1977年）
- 賀屋興宣（1889年 - 1977年）
- 井上成美（1889年 - 1975年）
- 田中耕太郎（1890年 - 1974年）
- 近衞文磨（1891年 - 1945年）
- 栗林忠道（1891年 - 1945年）
- 根本博（1891年 - 1966年）
- 一万田尚登（1893年 - 1984年）
- 田中隆吉（1893年 - 1972年）
- 影佐禎昭（1893年 - 1948年）
- 安倍源基（1894年 - 1989年）
- 徳田球一（1894年 - 1953年）
- 山崎巌（1894年 - 1968年）
- リヒャルト・ゾルゲ（1895年 - 1944年）
- 奥むめお（1895年 - 1997年）
- 渋沢敬三（1896年 - 1963年）
- 加藤シヅエ（1897年 - 2001年）
- 小野寺信（1897年 - 1987年）
- 笹川良一（1899年 - 1995年）
- 杉原千畝（1900年 - 1986年）
- 池田末男（1900年 - 1945年）
- 迫水久常（1902年 - 1977年）
- 四元義隆（1908年 - 2004年）
- 坂井三郎（1916年 - 2000年）
- 吉田満（1923年 - 1979年）

### 哲学と思想
- 田邊元（1885年 - 1962年）
- 大川周明（1886年 - 1957年）
- 西谷啓治（1900年 - 1990年）
- 高坂正顕（1900年 - 1969年）
- 中井正一（1900年 - 1952年）
- 尾崎秀実（1901年 - 1944年）
- 吉満義彦（1904年 - 1945年）
- 高山岩男（1905年 - 1993年）
- 鈴木成高（1907年 - 1988年）
- 梅本克己（1912年 - 1974年）

### 学者
- 清水澄（1868年 - 1947年）
- 津田左右吉（1873年 - 1961年）
- 橋田邦彦（1882年 - 1945年）
- 橋本進吉（1882年 - 1945年）
- 大内兵衛（1888年 - 1980年）
- 南原繁（1889年 - 1974年）
- 小辻節三（1889年 - 1973年）
- 平泉澄（1895年 - 1984年）
- 森銑三（1895年 - 1985年）
- 鈴木信太郎（1895年 - 1970年）
- 有沢広巳（1896年 - 1988年）
- 宇野弘蔵（1897年 - 1977年）
- 有賀喜左衛門（1897年 - 1979年）
- 安岡正篤（1898年 - 1983年）
- 宮澤俊義（1899年 - 1976年）
- 時枝誠記（1900年 - 1967年）
- 宮崎市定（1901年 - 1995年）
- 今西錦司（1902年 - 1992年）
- 河上徹太郎（1902年 - 1980年）
- 河盛好蔵（1902年 - 2000年）
- 石田英一郎（1903年 - 1968年）
- 桑原武夫（1904年 - 1988年）
- 吉川幸次郎（1904年 - 1980年）
- 江上波夫（1906年 - 2002年）
- 川島武宜（1909年 - 1992年）
- 石母田正（1912年 - 1986年）
- 都留重人（1912年 - 2006年）
- 丸山眞男（1914年 - 1996年）
- 相沢忠洋（1926年 - 1989年）

### 宗教家
- 友松圓諦（1895年 - 1973年）
- 御木徳近（1900年 - 1983年）

### 経済
- 大谷米太郎（1881年 - 1968年）
- 出光佐三（1885年 - 1981年）
- 渡辺銕蔵（1885年 - 1980年）
- 正力松太郎（1885年 - 1969年）
- 犬丸徹三（1887年 - 1981年）
- 吉本せい（1889年 - 1950年）
- 中部兼市（1892年 - 1953年）
- 渋沢秀雄（1892年 - 1984年）
- 豊田喜一郎（1894年 - 1952年）
- 竹鶴政孝（1894年 - 1979年）
- 大澤善夫（1902年 - 1966年）
- 田村駒治郎（1904年 - 1961年）
- 櫻田武（1904年 - 1985年）
- 本田宗一郎（1906年 - 1991年）
- 小佐野賢治（1917年 - 1986年）
- 角川源義（1917年 - 1975年）

### 文学
- 中里介山（1885年 - 1944年）
- 西脇順三郎（1894年 - 1982年）
- きだみのる（1895年 - 1975年）
- 海野十三（1897年 - 1949年）
- 宮本百合子（1899年 - 1951年）
- 石川淳（1899年 - 1987年）
- 吉野源三郎（1899年 - 1981年）
- 川端康成（1899年 - 1972年）
- 石坂洋次郎（1900年 - 1986年）
- 横溝正史（1902年 - 1981年）
- 中野重治（1902年 - 1979年）
- 竹山道雄（1903年 - 1984年）
- 瀧口修造（1903年 - 1979年）
- サトウハチロー（1903年 - 1973年）
- 蓮田善明（1904年 - 1945年）
- 桑原武夫（1904年 - 1988年）
- 佐多稲子（1904年 - 1998年）
- 平林たい子（1905年 - 1972年）
- 坂口安吾（1906年 - 1955年）
- 山川惣治（1908年 - 1992年）
- 中島敦（1909年 - 1942年）
- 太宰治（1909年 - 1948年）
- 埴谷雄高（1909年 - 1997年）
- 保田與重郎（1910年 - 1981年）
- 田村泰次郎（1911年 - 1983年）
- 織田作之助（1913年 - 1947年）
- 田中英光（1913年 - 1949年）
- 野間宏（1915年 - 1991年）
- 福永武彦（1918年 - 1979年）
- 中村真一郎（1918年 - 1997年）
- 藤原てい（1918年 - 2016年）
- 鮎川信夫（1920年 - 1986年）
- 吉田満（1923年 - 1979年）
- 田村隆一（1923年 - 1998年）

### 芸術
- 藤田嗣治（1886年 - 1968年）
- 清水登之（1887年 - 1945年）
- 鶴田吾郎（1890年 - 1969年）
- 髙島野十郎（1890年 - 1975年）
- 福田平八郎（1892年 - 1974年）
- 徳岡神泉（1896年 - 1972年）
- 鈴木誠（1897年 - 1969年）
- 福沢一郎（1898年 - 1992年）
- 山本早苗（1898年 - 1981年）
- 政岡憲三（1898年 - 1988年）
- 土方久功（1900年 - 1977年）
- 山本丘人（1900年 - 1986年）
- 木村伊兵衛（1901年 - 1974年）
- 向井潤吉（1901年 - 1995年）
- 荻須高徳（1901年 - 1986年）
- 上村松篁（1902年 - 2001年）
- 藪下泰司（1903年 - 1986年）
- 小磯良平（1903年 - 1988年）
- 大沢昌助（1903年 - 1997年）
- 安井仲治（1903年 - 1942年）
- 谷口吉郎（1904年 - 1979年）
- 黒田辰秋（1904年 - 1982年）
- 酒井七馬（1905年 - 1969年）
- 宮本三郎（1905年 - 1974年）
- 入江泰吉（1905年 - 1992年）
- 三岸節子（1905年 - 1999年）
- 村井正誠（1905年 - 1999年）
- 吉岡堅二（1906年 - 1990年）
- 靉光（1907年 - 1946年）
- 南義郎（1907年 - 1970年）
- 鶴岡政男（1907年 - 1979年）
- 近藤日出造（1908年 - 1979年）
- 横山隆一（1909年 - 2001年）
- 杉浦幸雄（1911年 - 2004年）
- 松本竣介（1912年 - 1948年）
- 秋好馨（1912年 - 1989年）
- 横井福次郎（1912年 - 1948年）
- 中原淳一（1913年 - 1983年）
- 桂ゆき（1913年 - 1991年）
- 桑原甲子雄（1913年 - 2007年）
- 麻生三郎（1913年 - 2000年）
- 井上一雄（1914年 - 1949年）
- 蔦谷喜一（1914年 - 2005年）
- 原一司（1915年 - 1957年）
- 林忠彦（1918年 - 1990年）
- 南部正太郎（1918年 - 1976年）
- 三上誠（1919年 - 1972年）
- 長谷川町子（1920年 - 1992年）
- うしおそうじ（1921年 - 2004年）
- 山下清（1922年 - 1971年）
- 手塚治虫（1928年 - 1989年）

### 音楽

#### クラシック音楽と現代音楽
- 古関裕而（1909年 - 1989年）
- 朝比奈隆（1908年 - 2001年）

#### ポピュラー音楽
- 伊藤久男（1910年 - 1983年）
- 灰田勝彦（1911年 - 1982年）
- 笠置シヅ子（1914年 - 1985年）
- 岡晴夫（1916年 - 1970年）
- 近江俊郎（1918年 - 1992年）
- 田端義夫（1919年 - 2013年）
- 並木路子（1921年 - 2001年）

### 映画・演劇・舞踏
- 十二代目片岡仁左衛門（1882年 - 1946年）
- 東山千栄子（1890年 - 1980年）
- 衣笠貞之助（1896年 - 1982年）
- 溝口健二（1898年 - 1956年）
- 丸山定夫（1901年 - 1945年）
- 円谷英二（1901年 - 1970年）
- 山本嘉次郎（1902年 - 1974年）
- 小津安二郎（1903年 - 1963年）
- 志村喬（1905年 - 1982年）
- 杉村春子（1906年 - 1997年）
- 滝沢修（1906年 - 2000年）
- 東野英治郎（1907年 - 1994年）
- 川田晴久（1907年 - 1957年）
- 小沢栄太郎（1909年 - 1988年）
- 黒澤明（1910年 - 1998年）
- 三益愛子（1910年 - 1982年）
- 徳大寺伸（1911年 - 1995年）
- 花沢徳衛（1911年 - 2001年）
- 清川虹子（1912年 - 2002年）
- 藤田進（1912年 - 1990年）
- 清水金一（1912年 - 1966年）
- 佐野周二（1912年 - 1978年）
- 今井正（1912年 - 1991年）
- 加藤嘉（1913年 - 1988年）
- 園井恵子（1913年 - 1945年）
- 春日野八千代（1915年 - 2012年）
- 三宅邦子（1916年 - 1992年）
- 轟夕起子（1917年 - 1967年）
- 花井蘭子（1918年 - 1961年）
- 木暮実千代（1918年 - 1990年）
- 池部良（1918年 - 2010年）
- 山口淑子（李香蘭）（1920年 - 2014年）
- 明日待子（1920年 - 2019年）
- 大坂志郎（1920年 - 1989年）
- 月丘夢路（1921年 - 2017年）
- 宮城千賀子（1922年 - 1996年）

### 科学と技術
- 仁科芳雄（1890年 - 1951年）
- 堀越二郎（1903年 - 1982年）
- 湯川秀樹（1907年 - 1981年）

### スポーツ
- 川本泰三（1914年 - 1985年）
- 木村政彦（1917年 - 1993年）
- 二宮洋一（1917年 - 2000年）
- 川上哲治（1920年 - 2013年）
- 古橋廣之進（1928年 - 2009年）

#### 野球
- 小西得郎（1896年 - 1977年）
- 石本秀一（1897年 - 1982年）
- 浜崎真二（1901年 - 1981年）
- 竹内愛一（1903年 - 1972年）
- 藤本定義（1904年 - 1981年）
- 横沢三郎（1904年 - 1995年）
- 若林忠志（1908年 - 1965年）
- 井野川利春（1908年 - 1976年）
- 水原茂（1909年 - 1982年）
- 松木謙治郎（1909年 - 1987年）
- 中島治康（1909年 - 1987年）
- 田中義雄（1909年 - 1985年）
- 苅田久徳（1910年 - 2001年）
- 三原修（1911年 - 1984年）
- 岩本義行（1912年 - 2008年）
- 西村正夫（1912年 - 2002年）
- 山田伝（1914年 - 1987年）
- 坪内道則（1914年 - 1997年）
- 黒沢俊夫（1914年 - 1947年）
- 杉浦清（1914年 - 1987年）
- 濃人渉（1915年 - 1990年）
- 森弘太郎（1915年 - 1966年）
- 御園生崇男（1916年 - 1965年）
- 内藤幸三（1916年 - 2002年）
- ヴィクトル・スタルヒン（1916年 - 1957年）
- 呉昌征（1916年 - 1987年）
- 鶴岡一人（1916年 - 2000年）
- 藤村富美男（1916年 - 1992年）
- 藤井勇（1916年 - 1986年）
- 大沢清（1916年 - 2005年）
- 沢村栄治（1917年 - 1944年）
- 辻井弘（1917年 - 1993年）
- 伊賀上良平（1917年 - 2000年）
- 門前眞佐人（1917年 - 1984年）
- 野口明（1917年 - 1996年）
- 本堂保次（1918年 - 1997年）
- 中谷順次（1918年 - 1970年）
- 藤本英雄（1918年 - 1997年）
- 平山菊二（1918年 - 1998年）
- 飯島滋弥（1918年 - 1970年）
- 塚本博睦（1918年 - 2009年）
- 宮崎剛（1918年 - 2015年）
- 千葉茂（1919年 - 2002年）
- 原田徳光（1919年 - 1976年）
- 中尾碩志（1919年 - 1977年）
- 野口二郎（1920年 - 2007年）
- 服部受弘（1920年 - 1991年）
- 鬼頭政一（1920年 - 2008年）
- 川上哲治（1920年 - 2013年）
- 森下重好（1920年 - 2000年）
- 日比野武（1920年 - 1975年）
- 河西俊雄（1920年 - 2007年）
- 笠原和夫（1920年 - 1998年）
- 国枝利通（1920年 - 2011年）
- 金田正泰（1920年 - 1992年）
- 別当薫（1920年 - 1999年）
- 梶岡忠義（1920年 - 2003年）
- 柚木進（1920年 - 1997年）
- 藤村隆男（1920年 - 1993年）
- 山田潔（1921年 - 1984年）
- 伊勢川真澄（1921年 - 1996年）
- 土井垣武（1921年 - 1999年）
- 古川清蔵（1922年 - 2018年）
- 林安夫（1922年 - 1944年？）
- 金山次郎（1922年 - 1984年）
- 石丸進一（1922年 - 1945年）
- 山川喜作（1922年 - 1981年）
- 別所昭（1922年 - 1999年）
- 武末悉昌（1922年 - 1998年）
- 玉置玉一（1922年 - 2002年）
- 大下弘（1922年 - 1979年）
- 小鶴誠（1922年 - 2003年）
- 神田武夫（1922年 - 1943年）
- 長谷川善三（1923年 - 1998年）
- 江田孝（1923年 - 1978年）
- 真田重蔵（1923年 - 1994年）
- 堀井数男（1923年 - 2006年）
- 後藤次男（1924年 - 2016年）
- 荒川昇治（1924年 - 1997年）
- 天保義夫（1924年 - 1999年）
- 今西錬太郎（1924年 - ）
- 藤原鉄之助（1924年 - 2002年）
- 青田昇（1924年 - 1997年）
- 佐竹一雄（1925年 - 2017年）
- 筒井敬三（1925年 - 1959年）
- 近藤貞雄（1925年 - 2006年）

### その他
- 熊沢寛道（1889年 - 1966年）
- 北村サヨ（1900年 - 1967年）
- 木村義雄（1905年 - 1986年）
- 葦津珍彦（1909年 - 1992年）
- 呉清源（1914年 - 2014年）
- 塚田正夫（1914年 - 1977年）
- 升田幸三（1918年 - 1991年）